# The Damned Utd
The Damned Utd är en engelsk bästsäljande roman om fotboll från 2006 skriven av David Peace och är en dramatisering och författarens tolkning av Brian Cloughs 44 dagar som manager för Leeds United under inledningen av ligasäsongen 1974/1975. Boken gavs ut den 17 augusti 2006 av Faber and Faber i United Kingdom.
Den brittisk dramafilmen The Damned United från 2009, regisserad av Tom Hooper och filmatiserad Peter Morgan, är  baserad på boken.
Både boken och filmen kritiserades av flera Leedsspelare från den aktuella tiden då de menar att den innehåller en rad felaktigheter. Författaren påpekade att boken är skönlitterär och att han med författarens rätt har beskrivit saker så som han upplevt eller ansett att han ville beskriva dem. För att ge sin syn på saken har flera spelare medverkat i intervjuer som ligger till grunden för en efterföljande bok, We are the Damned United.